# Local H
Local H — американская рок-группа, созданная гитаристом и вокалистом Скотом Лукасом, бас-гитаристом Мэттом Гарсия, барабанщиком Джо Дэниэлсом, и соло-гитаристом Джоном Спаркманом в городе Сион, штат Иллинойс, в 1987 году. Все участники коллектива встретились в средней школе и спустя три года основали Local H в 1987 году.
После того, как в 1991 году коллектив покинул Джон Спаркман, а в 1993 – Мэтт Гарсия, в 1994 году Local H подписала контракт со звукозаписывающей компанией Island Records, в которой впоследствии записали и выпустили три студийных альбома. Группа стала известна благодаря их запоминающемуся хиту, который в то время часто транслировался на различных радиостанциях. Это был сингл из альбома As Good as Dead 1996 года под названием “Bound for the Floor”, который занял пятое место в рейтинге the US Alternative Billboard Chart. Более того, Альбом As Good as Dead завоевал золото. В 1999 барабанщика Джо Дэниэлса заменил Брайн Сен-Клер, после чего группа выпустила четыре альбома и четыре мини-альбома. Последнее выступление Брайна Сен-Клера в составе Local H было в 2013 году. В ноябре 2013 года Райан Хардинг был провозглашен новым барабанщиком , вместе с которым группа выпустила последний студийный альбом Hey, Killer в 2015 году.  
Название группы появилось благодаря объединению названий двух слов из песен группы R.E.M.: "Oddfellows Local 151" and "Swan Swan H", о чем коллектив написал на своей официальной странице Twitter.

## История группы

### Джо Дэниэлс (1987–1999)
Формирование Local H начиналось с участия Скотта Лукаса и Мэтта Гарсия в школьной группе Rude Awakening в 1987 году. В 1987 году, во время посещения школы в Сионе, Скотт Лукас и Джо Дэниелс начали играть вместе, наряду с Мэттом Гарсия и Джоном Спаркманом. Local H сформировалась в 1990 году. Их первое выступление было в Университете Висконсин в Уайтуотере 20 апреля 1990 года.  Когда Спаркман покинул группу 4 апреля 1991 , а Гарсия – 26 января 1993, Лукас и Дэниэлс принялись за поиски нового бас-гитариста. В конечном счете они решили остаться дуэтом, в котором Скотт Лукас играет сразу две важные роли – басиста и гитариста. Для этого он попросил своего школьного друга, Тоби Флешера, модифицировать гитару. Он поставил ему басовые звукосниматели и второй вход для джека (разъем TRS). Local H дали свой первый концерт в качестве дуэта 3 сентября 1993 года.
Local H записали и выпустили три студийных альбома в студии Island Records: Ham Fisted (1995), As Good as Dead (1996), and Pack Up the Cats (1998). Благодаря альбому As Good as Dead группа добилась коммерческого успеха с синглом “Bound for the Floor”, который занял пятое место в рейтинге the US Alternative Billboard Chart и десятое место в рейтинге US Hot Mainstream Rock Billboard Chart. Песни “Eddie Vedder” и “Fritz's Corner” также попали в список Top 40 Alternative and Mainstream Rock Billboard Charts.

### Брайан Сен-Клер (1999-2013)
В июле 1999 года, спустя тяжелый год с их лейблом, Дэниэлс покинул группу.  Его заменил бывший барабанщик группы Triple Fast Action Брайан Сен-Клер, который до этого работал в качестве барабанного техника для группы Cheap Trick. Лукас и Сен-Клер выпустили четвертый студийный альбом Here Comes the Zoo  в 2002 году на лейбле Palm Pictures. В 2003 году за ним последовали мини-альбом The No Fun EP и пятый студийный альбом Whatever Happened to P.J. Soles? Альбом получил положительные отзывы среди критиков.
В 2005 году группа получила хорошую огласку после записи кавера на сингл американской певицы Бритни Спирс "Toxic." Это был единственный трек из концертного альбома Alive '05, который был записан в студии. Альбом Alive '05 считается шестым  основным релизом группы.
В 2008 году  группа выпустила шестой студийный альбом Twelve Angry Month. Этот концептуальный альбом в каждом треке представляет этап преодоления неудачных отношений  в течение одного года.
5 апреля 2011 года Local H выпустила свой первый сборник хитов на лейбле  Island. 22 апреля Лукас во время интервью для газеты The Delaware County Daily Times, Лукас прокомментировал:
“Это странно, но круто, потому что это не охватывает всю нашу карьеру, поэтому я подумал: “Давайте назовем это "Островными Годами"
"It's kinda weird but kinda cool because it doesn’t cover our entire career, so I was like, Let's call it The Island Years"
18 сентября 2012  группа выпустила седьмой студийный альбом Hallelujah! До того как альбом был выпущен, Скотт Лукас заявлял, что он должен выйти до того как наступит день выборов президента США. Причина заключалась в том, что большая часть содержания альбома напрямую связана с данным событием.
21 августа 2013 года было объявлено, что Сент-Клер покинет группу после короткого прощального тура, чтобы сосредоточиться на управлении турфирмой Tour Time Productions.  Отъезд был описан как дружественное и взаимное решение между Лукасом и Сент-Клером.

### Райан Хардинг (2016—настоящее время)
4 ноября 2013 года Райан Хардинг был объявлен  новым барабанщиком. До этого Хардинг работал с панк-рок-группой Sullen. Впервые Хардинг выступил в составе Local H 8 ноября 2013 года. 22  апреля 2014 года группа выпустила студийный сингл. Это был кавер на песню Лорд “Team”. В начале 2015 года дуэт создал компанию Pledgemusic для того, чтобы помочь финансировать выпуск  их нового альбома Hey,Killer. Альбом был выпущен 15 апреля в студии  G&P Records.
29 марта 2016 года Лукас объявил на радиостанции WKQX что группа Local H будет праздновать 20 лет со дня выпуска второго альбома As Good As Dead.  Они организуют концерты, на которых будут звучать все песни альбома As Good As Dead  с первоначальным барабанщиком Джо Дэниэлсом в дополнение к другим песням с Райаном Хардингом.
В апреле 2017 года Local H была объявлена победителем конкурса “Hit The Stage”, получив возможность открывать концерты Metallica на пяти предстоящих датах тура в поддержку их нового альбома  Hardwired...To Self-Destruct.

## Концертные выступления
Группа Local H известна своими частыми и энергичными концертными выступлениями.  Участников можно обычно найти за их товарным столом, где они  раздают автографы и продают футболки с символикой группы.
Члены группы знамениты своими творческими идеями в отношении их концертов.  В дополнение к концертам в Чикаго в канун каждого нового года, группа также участвовала в нескольких нетрадиционных  концертах на протяжении многих лет.
Однажды  они позволили одному из поклонников выбрать из шляпы бумажку с названием альбома, который они будут играть в течение всего концерта.
В 2005 году Local H провели тур “All Request Tour”, в ходе которого зрителям был роздан бюллетень, содержащий разбивку большинства песен групп по различным категориям, напоминающий традиционное суши-меню. Зрителям было разрешено выбрать семь песен из “меню”, и сет-лист для каждого шоу был выведен из этих бюллетеней.
В 2003 году группа продала концерт победителю аукциона eBay. Впоследствии группа исполнила этот концерт в пабе Duke O'Briens в Crystal Lake, IL.
В июле 2007 года Local H  сыграл ранее утреннее шоу на американском сотовом поле в Чикаго по завершении гонки Nike Rock ‘N Run 5K, где бегуны закончили гонку на поле. Билеты на это шоу можно было получить только путём обнаружения Скотта Лукаса на публике и произнесения фразы “Внимание, все планеты солнечной системы, мы взяли вас под контроль ”( "Attention all planets of the Solar Federation, we have assumed control") ему лично.
Позже в 2007 году Local H объявила конкурс на лучшее видео с кавером на одну из их песен. В нем мог принять участие каждый фанат группы Local H. Победитель получит возможность открыть концерт в канун Нового Года.  Группа из Нью-Йорка под названием Kung-Fu Grip выиграла конкурс с их кавером на песню из мини-альбома No Fun.
Весной 2010 года Local H отправились в тур "6 Angry Records". Каждое шоу начиналось со Скотта, держащего шляпу, заполненную бумажками , содержащими названия альбомов группы. После разговора с аудиторией о том, какой альбом они хотели бы услышать, один из них выбирает альбом из шляпы. Затем группа начинает играть этот альбом от начала и до конца, после чего приступает к хитам и каверам.
В мае 2012 года группа открыла тур по небольшим клубам и барам в рамках подготовки к выпуску нового альбома. В сентябре 2016 года Local H анонсировала североамериканский  клубный тур в поддержку группы Helmet.
1 января 2018 года группа анонсировала новый концертный альбом из Европейского тура 2017 года.

## Состав группы

### Участники в данный момент
- Scott Lucas — электрогитара, вокал, бас (1987-наши дни)
- Brian St. Clair — ударные, бэк вокал (1999-наши дни)

### Основатели
- Joe Daniels — ударные, бэк вокал (1987—1999)
- Matt Garcia — бас (1987—1992)
- John Sparkman

### Музыканты на турах
- Wes Kidd — на туре Pack Up the Cats
- Gabe Rodriguez — бэк вокал, kazoo

### Сессионные музыканты
- Gabe Rodriguez — tambourine, kazoo, backing vocals на Alive '05 (2005) [бэк вокал на «All the Kids Are Right», «All-Right (Oh, Yeah)», «Fritz’s Corner»] играл на Here Comes the Zoo (2002) ["Keep Your Girlfriend"]
- Zak Schneider -на Whatever Happened to P.J. Soles? (2004) ["Dick Jones"]
- Eric Oblander — на Whatever Happened to P.J. Soles? (2004) ["Money on the Dresser"]
- Josh Homme — играл на Here Comes the Zoo (2002) ["Rock & Roll Professionals"]
- Wes Kidd — играл на Here Comes the Zoo (2002) ["Half-life", «(Baby Wants to) Tame Me»]
- Shanna Kiel — играл на Here Comes the Zoo (2002) ["5th Ave. Crazy"]
- Maxton Koc — играл на Here Comes the Zoo (2002) ["5th Ave. Crazy", «Rock & Roll Professionals», «Keep Your Girlfriend»]
- Jerry Only — играл на Here Comes the Zoo (2002) ["Keep Your Girlfriend"]
- Simantha Sernaker — играл на Here Comes the Zoo (2002) ["Hands on the Bible"]
- Dean DeLeo — гитара на Pack Up the Cats (1998) ["Cool Magnet"]

## Дискография

### Альбомы
- Ham Fisted (1995)
- As Good as Dead (1996)
- Pack Up the Cats (1998)
- Here Comes the Zoo (2002)
- Whatever Happened to P.J. Soles? (2004)
- Twelve Angry Months (2008)
- Hallelujah! (2012)
- Hey, Killer (2015)

Наиболее успешным альбомом является As Good As Dead.

### EPs
- Half-Life EP (2001)
- The No Fun EP (2003)

### Альбомы Live
- Alive '05 (2005)

### Синглы
- Drum (single)|Drum (1991)
- Local H/Sybil Vane Split 7" (1996)
- Local H/The Blank Theory Split7" (2000)

### Демо альбомы
- Scratch Demos (1991)
- The '92 Demos (Релиз 1992 под названием Local H, переиздан в 1999)
- '99-'00 Demos (Релиз 2006)

### Другие издания
- The Great White Hype саундтрек (1996)
- Sling Blade саундтрек (1996)
  - Кавер Guided by Voices' «Smothered in Hugs»
- Саундтрек к фильму Gravesend (1997)
  - 2 неизданные песни, «Have Yourself a Merry Little Christmas» и «Tag-Along»
- Where is my Mind? The Pixies Tribute (1999)
  - Кавер «Tame»
- OST к фильму «Big Nothing» «Полный облом»
  - Local H — Hands on the Bible.

## Видеография
High-Fiving MF (1996)
Bound For The Floor (1996)
Eddie Vedder (1997)
All The Kids Are Right (1998)
(C) The Island Def Jam Music Group